# ريد كورنيليوس
ريد كورنيليوس (بالإنجليزية: Reid Cornelius)‏ هو لاعب كرة قاعدة أمريكي، ولد في 2 يونيو 1970 في توماسفيل في الولايات المتحدة.

## وصلات خارجية
- ريد كورنيليوس على موقعبيزبول رفرنس.كوم (الدوري الرئيسي) (الإنجليزية)
- ريد كورنيليوس على موقعبيزبول رفرنس.كوم (الدوري الثانوي) (الإنجليزية)